# Amphilimna sinica
Amphilimna sinica är en ormstjärneart som beskrevs av Yin-Xia Liao 1989. Amphilimna sinica ingår i släktet Amphilimna och familjen trådormstjärnor. Inga underarter finns listade i Catalogue of Life.